# Maquela do Zombo
Maquela do Zombo ist eine Stadt und ein Landkreis in Angola.

## Verwaltung
Maquela do Zombo ist Sitz eines gleichnamigen Landkreises (Município) in der Provinz Uíge. Der Kreis hat etwa 304.000 Einwohner (Schätzung 2014). Die Volkszählung 2014 soll fortan gesicherte Bevölkerungsdaten liefern.
Der Kreis Maquela do Zombo setzt sich aus fünf Gemeinden (Comunas) zusammen:
- Béu
- Cuilo Futa
- Maquela do Zombo
- Quibocolo (auch Kibocolo)
- Sacandica

## Verkehr
Maquela do Zombo verfügt über einen Flughafen mit dem ICAO-Code FNMQ.
Nach Neubau der 251 km langen Überlandstraße Uíge – Quinzala – Damba – Maquela do Zombo verfügt die Stadt wieder über eine gute Straßenanbindung zur Provinzhauptstadt Uíge.

## Söhne und Töchter der Stadt
- Mfulupinga Nlando Victor (1944–2004), Politiker und Hochschullehrer, Mitbegründer der Partei PDR-ANA
- Pinda Simão (* 1949), Hochschullehrer und Politiker
- Kangana Ndiwa (* 1984), kongolesischer Fußballspieler